# Classificazione Anderson
La classificazione Anderson è una classificazione delle resine naturali, attuali e fossili come l'ambra (resina), in base alla loro età e alla loro composizione chimica.

## Classificazione per età
| Età (anni) | Nomi                            |
| ---------- | ------------------------------- |
| 0-250      | resina moderna, resina recente  |
| 250-5000   | resina antica                   |
| 5000-40000 | resina sub-fossile              |
| >40000     | resina fossile, ambra, resinite |

## Classificazione per composizione chimica
| Nome       | Descrizione                                                                                                 |
| ---------- | --- |
| Classe I   | polimeri a base di diterpeni labdanoici inclusi i loro alcoli, gli acidi carbossilici e gli idrocarburi     |
| Classe II  | polimeri a base di sesquiterpeni biciclici                                                                  |
| Classe III | polistirene naturale fossile                                                                                |
| Classe IV  | matrice non-polimerica di sesquiterpeni basati sullo scheletro del cedrano                                  |
| Classe V   | matrice non-polimerica di diterpeni basati sullo scheletro degli abietani, dei pimarani e degli isopimarani |

## Critiche
Gli stessi Anderson e Crelling nel 1995 dissero:
(EN)  it is basically futile to attempt to determine the chronological age of sedimentary organic matter by chemical analysis alone" because the rate of chemical transformations is determined by the rate constant of a particular reaction and the temperature at which the reaction proceeds (p. xv). Resins could be of the same "age," but have differing "maturities" due to higher temperatures and chemical changes. Therefore a combination of chemical studies and biological studies are paramount in amber/resin studies.
è fondamentalmente inutile tentare di determinare l'età cronologica della materia organica sedimentaria con le sole analisi chimiche perché il tasso di trasformazioni chimiche è determinato dalla costante di velocità di una reazione particolare e la temperatura alla quale la reazione procede (p. XV). Le resine potrebbero essere della stessa "età", ma avere differente "maturazione" a causa di temperature più elevate e delle trasformazioni chimiche. Quindi una combinazione di studi chimici e biologici sono di fondamentale importanza negli studi sull'ambra/resina. 